# 墨西哥银行
墨西哥银行（西班牙語：Banco de México,常缩写为BdeM或Banxico）是墨西哥的中央银行，拥有发行和回笼货币、管理外汇事务的权力。其通过一个特设委员会对全墨西哥的银行实行监管。

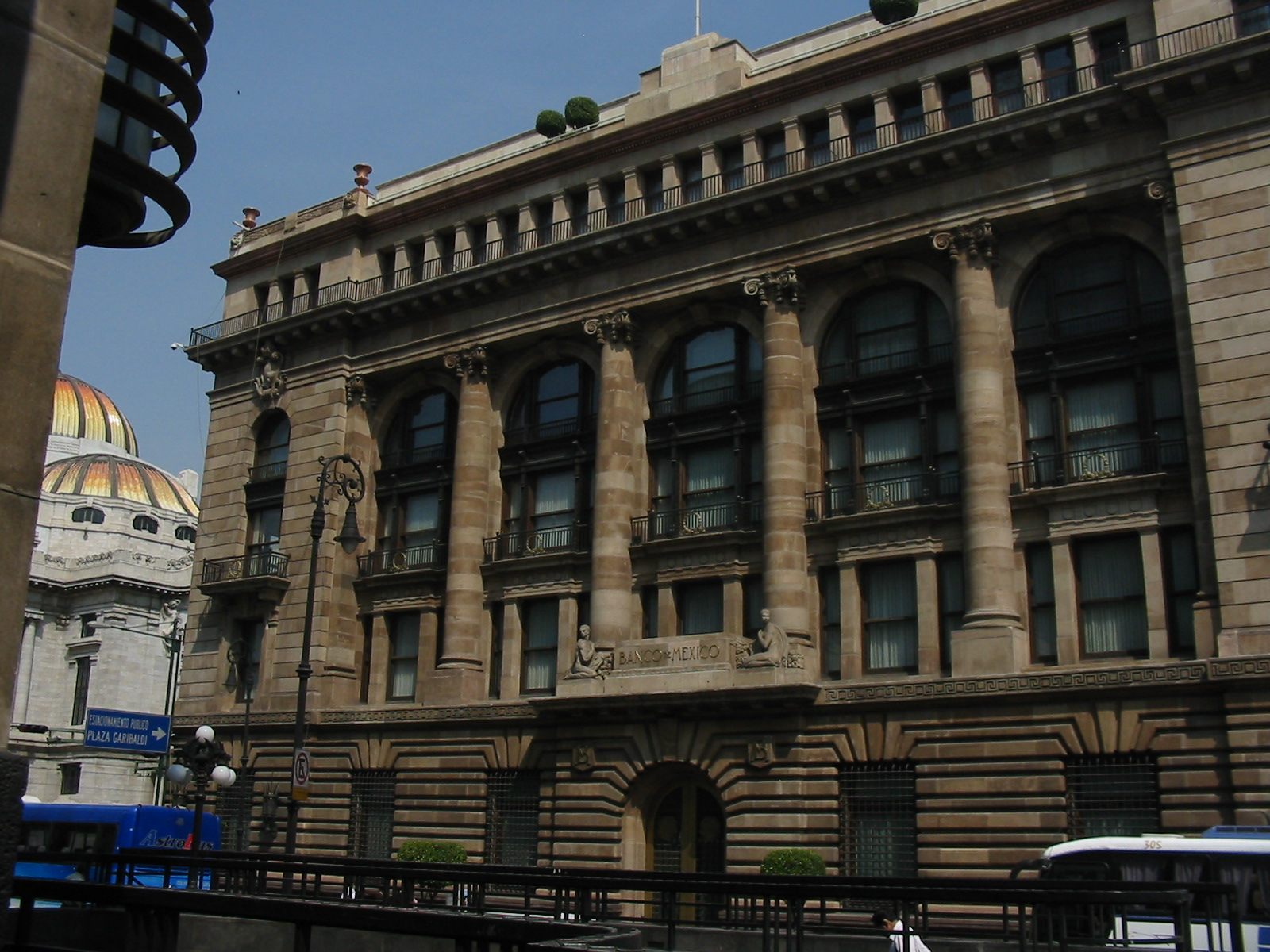
墨西哥银行位于墨西哥城的总部大楼